# Alismittina californiensis
Alismittina californiensis är en mossdjursart som först beskrevs av Robertson 1908.  Alismittina californiensis ingår i släktet Alismittina och familjen Smittinidae. Inga underarter finns listade i Catalogue of Life.